# Naphtali Cohn
Naphtali Cohn, född 16 augusti 1888, död 16 mars 1937, var en dansk jurist. Han var bror till Georg Cohn.
Cohn blev juris doktor 1918 på en avhandling om Livforsikringskravets formueretlige Behandling. Han var medlem av flera kommissioner för utarbetande av lagar för Sønderjylland, och højesteretssagfører 1920. Cohn utövade ett omfattande författarskap inom förmögenhetsrättens område och var från 1914 medredaktör i Juridisk Tidsskrift.